# Sanazarius
Sanazarius is een geslacht van wantsen uit de familie van de Tingidae (Netwantsen). Het geslacht werd voor het eerst wetenschappelijk beschreven door William Lucas Distant in 1904.

## Soorten
Het genus bevat de volgende soorten:

- Sanazarius biseriatus Drake, 1953
- Sanazarius cuneatus Distant, 1904
- Sanazarius productus Distant, 1911